# طرخشقون إنسوبري
طرخشقون إنسوبري (الاسم العلمي:Taraxacum insubricum) هو نوع من النباتات يتبع جنس الطرخشقون من الفصيلة النجمية.